# یواس‌اس مینیوت (ای‌ام-۳۷۱)
یواس‌اس مینیوت (ای‌ام-۳۷۱) (به انگلیسی: USS Minivet (AM-371)) یک کشتی بود که طول آن ۲۲۱ فوت ۳ اینچ (۶۷٫۴۴ متر) بود. این کشتی در سال ۱۹۴۴ ساخته شد.